# 시마촌 (오사카부)
시마촌(일본어: 島村)은 일본 오사카부 미나미군·센난군에 설치되었던 촌이다. 현재의 가이즈카시에 해당한다.

## 역사
- 1889년 4월 1일 - 정촌제 시행에 의해 미나미군 시마촌이 성립하였다.
- 1896년 4월 1일 - 군 통합에 의해 센난군이 되었다.
- 1931년 4월 1일 - 센난군 가이즈카정, 아소고촌, 기타코키촌, 미나미코키촌과 합병해, 가이즈카정이 성립하여, 동일 시마촌은 폐지되었다.